# Dalbergie širolistá

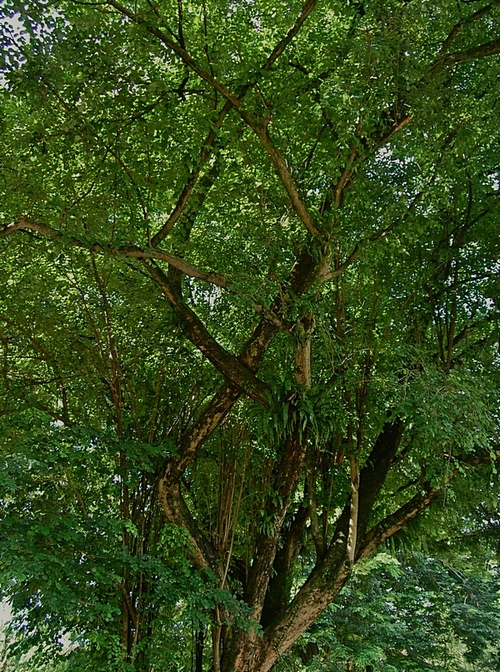
Koruna stromu

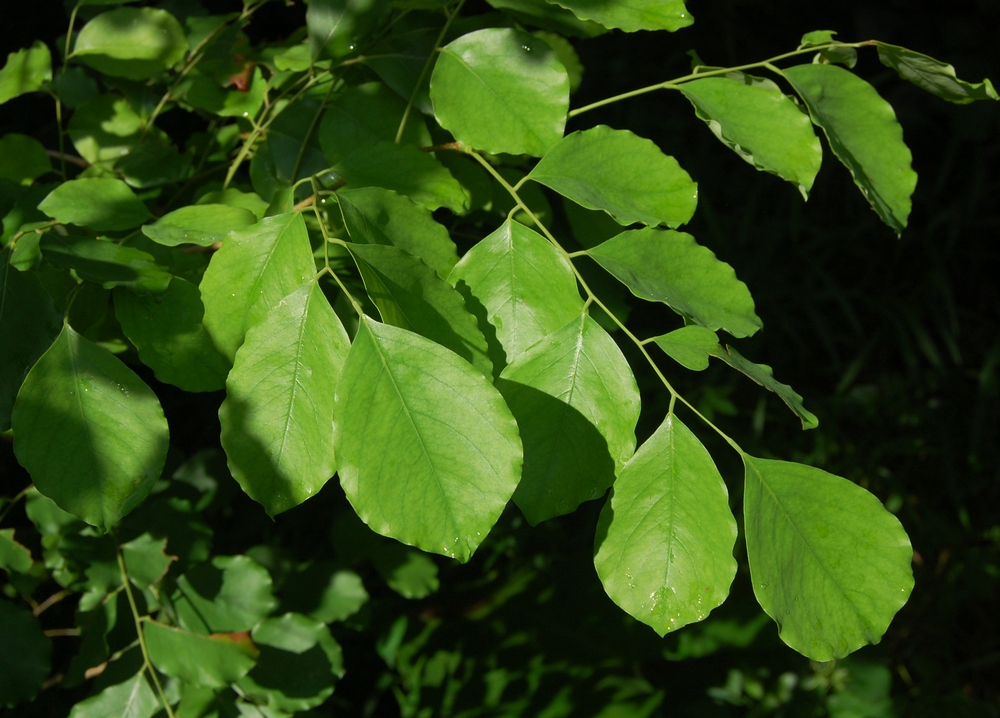
Lichozpeřené listy

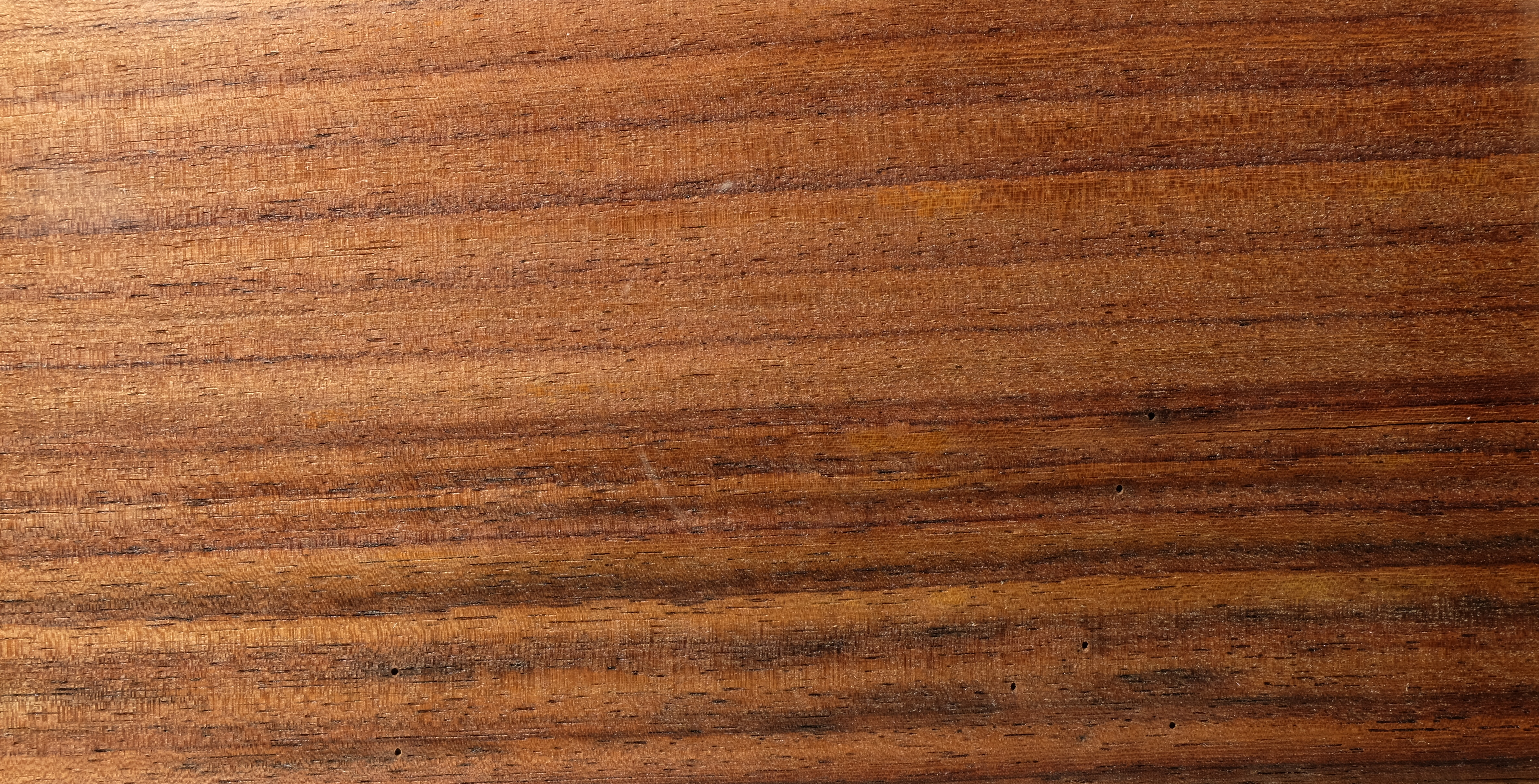
Dřevo dalbergie širolisté

Dalbergie širolistá (Dalbergia latifolia) je mohutný, stálezelený strom, jehož dřevo patří svou kvalitou k nejžádanějším. Pochází z listnatých lesů v monzunových oblastech a jeho dřevo je proslulé pod obchodním názvem East Indian rosewood (Východoindické růžové dřevo).

## Rozšíření
Tato dřevina pochází z tropických oblastí na Indickém subkontinentu a v blízkém okolí. Je původním druhem lesů především Západního Ghátu na jihozápadě Indie, Bangladéše, Nepálu a nedalekých Andamanských ostrovů. Její domovinou jsou i území ohraničující západ i východ Himálaje, např. Paňdžáb a Sikkim.
Pro žádané mechanické i estetické vlastnosti byl druh lidmi rozšířen do k Indii přilehlého území Pákistánu a Srí Lanky, do jihovýchodní Asie na území Malajsie, Filipín i na indonéské ostrovy Borneo, Jáva, Sulawesi a ostrovy Malých Sund. Stromy tohoto druhu byly pro naplnění potřeby hodnotného dřeva sázeny i v tropické části státu Queensland na severu Austrálie. Dále se také pěstují v rovníkové Africe, hlavně ve státech Nigérie, Keňa, Uganda a Tanzanie.

## Ekologie
Stromy Dalbergie širolisté přirozeně rostou od nížin po nadmořskou výšku zhruba 1500 m n. m., na místech s ročními, nepravidelně rozdělenými srážkami od 750 po 5000 mm a průměrnou teplotou 8 až 44 °C. Mimo této ideální snášejí také teplotu vystupující až k 50 °C a rovněž její krátkodobý pokles k 0 °C, stromům nejlépe vyhovuje vzdušná vlhkost mezi 40 a 100 %. Rostou v půdách různého typu, nejčastěji na vlhkých hlubokých jílech. Vyskytují se na rozličných půdních formacích včetně ruly, lateritu, balvanitých ložisek i půdách aluviálních; špatně však snáší půdy mělké a trvale suché, nebo špatně odvodněné a dlouze zamokřené. Náleží mezi dřeviny se symbiotickými bakteriemi, které osídlují jejich kořeny a fixují vzdušný dusík, který si zaopatřují pro svůj růst a částečně jej poskytují ostatním rostlinám v blízkém okolí.
Na suchých stanovištích ztrácejí v období sucha částečně listy, někdy i všechny. Listy začínají opadávat koncem ledna a nové raší v dubnu až květnu. Ve vlhkých klimatických podmínkách zůstávají stálezelené po celý rok. Kvést začínají v období konce ledna a pokračují do března. Počet chromozomů druhu je 2n = 20.

## Popis
Dalbergie širolistá je listnatý strom vysoký 30 m, ojediněle je uváděno i 40 m, s rovným nebo mírně zkrouceným kmenem, jehož bezvětvá část bývá dlouhá 15 až 24 m. Kmen o průměru 0,6 až 1,2 m, mívá výrazné kořenové náběhy a bělavě šedou tenkou, odlupující se kůru a je zakončen oblou korunou kupolovitého tvaru. Kořenový systém starších stromů je dobře vyvinut s hlubokými kůlovými kořeny i dlouhými bočními. U plytce uložených kořenů se mohou probudit adventivní pupeny, ze kterých raší zárodky nových stromů.
Listy jsou střídavé lichozpeřené, mají rovné vřeteno dlouhé 12 až 15 cm a nese tři až sedm široce okrouhlých lístků velkými 4 až 12 cm × 2,5 až 9 cm. Papírovité či tence kožovité lístky vyrůstají na krátkých řapících, jejich čepele jsou u báze tupé, na vrcholu jsou zakončené rovněž tupě nebo jsou vykrojené a bývají tam zubaté, oboustranně jsou lysé. Palisty jsou drobné a brzy zasychají a opadávají.
Květy jsou narůžovělé, velké asi 1 cm, oboupohlavné, pětičetné a vyrůstají v koncových latách. Pyskatý květ má kalich zvonkovitý, dlouhý je asi 2 mm a má pět nestejných lístků, horní je nejširší a spodní nejdelší. Bílé korunní lístky tvoří vejčitou pavézou, křídla a člunek, uvnitř květu je devět vespod srostlých, dvoubratrých tyčinek s prašníky. Jednodílný semeník obsahuje několik vajíček a má čnělku s malou bliznou. Květy jsou opylovány nejčastěji včelami slétajícími se hlavně pro nektar, aromatický med z květů je tmavě jantarový.
Plod je nepukavý, hnědý, tenký a téměř průhledný lusk s jedním až třemi semeny. Je podlouhlý, oboustranně špičatý a bývá velký 35 až 80 mm × 10 až 15 mm. Je jednodílný a obsahuje jedno až tři semena ledvinovitého tvaru dlouhá do 10 mm. Semena jsou velmi lehká, hmotnost tisíce semen bývá asi 50 gramů a v 1 kg jich je asi 20 tisíc. Lehké lusky po dozrání semen opadávají a pro svou lehkost jsou semena v nich dobře rozptylována větrem.

## Rozmnožování
Přirozeně se dřeviny rozmnožují semeny nebo odnožemi z kořenů. Uměle se mimo semen množí kořenovými řízky dlouhými asi 5 cm a to výsadbou buď přímo na stanoviště či ve školkách, kde se stromy šlechtí na co nejvyšší kvalitu dřeva. Před vysetím není u semen nutná žádná úprava. Čerstvá semena klíčí z 50 až 70 % během jednoho až třech týdnů, suchá lze skladovat až jeden rok, jejich klíčivost ale pak dosahuje jen 30 až 40 %. Výsadbu řízků i semen je vhodné synchronizovat s nástupem období dešťů, jinak bude úspěšnost slabá. Noví jedinci rostou poměrně pomalu, na plantážích jsou 25leté stromy vysoké 2 až 3 m a mívají výčetní tloušťku okolo 26 cm.
Pro získání rovných kmenů jsou na monokulturních plantážích žádoucí těsné rozestupy, při širších bývají kmeny křivé. Jinak se běžně vysazují na pole společně s kukuřici, fazolemi nebo kasavou, když se jejich koruny začnou později uzavírat sází se k nim plodiny tolerantní ke stínu, jako zázvor či kurkuma. Speciálně se využívají jako stínicí stromy na kávových plantážích a podél cest. Mladé semenáče rády spásají lesní zvířata.

## Význam
Jak již výše uvedeno, strom má dřevo nejvyšší kvality. Jádro je zlatohnědé až tmavě purpurově hnědé s tmavě hnědými až černými pruhy, je zřetelně ohraničeno od nažloutlé běli a s věkem mírně tmavne. Jeho struktura je středně jemná až mírně hrubá, zrno je rovné, průměrná objemová hustota po vyschnutí je 830 kg/m³ a tvrdost přes 10 kN. Pro získání jádra o průměru 50 cm se doporučuje těžit tyto stromy ve stáří nejméně padesáti let.
Jeho zpracování může být obtížné kvůli propletené vláknité struktuře a hustotě, které tupí obráběcí nástroje. Dobře se ale lepí a leští, i když někdy může ze dřeva vytékat přírodní pryskyřice. Při zpracování má slabou narůžovělou vůni. Je odolné vůči hnilobě i napadení červotoči. Opadané listy obsahují hodně dusíku a jsou využívané pro zelené hnojení.
Dřevo slouží k výrobě drahého, kvalitního nábytku včetně ohýbaného, pro zhotovování hudebních nástrojů (má dobrý dozvuk ve vysokých tónech), na získávání ušlechtilé dýhy, pro soustružené a další speciální dřevěné předměty. Je považováno za znělé dřevo a od poloviny dvacátého století se užívá na ozvučnice kvalitních akustických kytar, jako náhrada za téměř nedostupný tzv. brazilský palisandr (Dalbergia nigra). Zbytky dřeva menších velikostí se využívají na různé násady, např. nožů, na kliky, drobné hudební nástroje a součásti různých pracovních nástrojů a nářadí.

## Ohrožení
Dalbergia latifolia má vysokou komerční hodnotu a je vyvíjen tlak na její nelegální těžbu. Je proto organizací IUCN zařazena do kategorie mezi zranitelné taxony (VU). Mezinárodní obchod s kulatinou dalbergie širolisté je zakázán, je možné obchodovat pouze s menšími přířezy a výrobky v omezeném množství.